# Apologize (OneRepublic)
Apologize è il singolo di debutto dei OneRepublic, primo estratto dal loro album Dreaming Out Loud, pubblicato il 2 aprile 2007 nella versione originale sul loro Myspace, mentre nel settembre del 2007 in versione remix con Timbaland.

## Remix di Timbaland
Il remix di Apologize, prodotto e mixato da Timbaland, è stato inserito sull'album di Timbaland Shock Value, e si differenzia dall'originale per l'aggiunta di nuovi vocalizzi ed una maggiore tendenza allo stile R&B. Il remix di Apologize è stato un enorme successo portando il singolo dei OneRepublic in testa a numerose classifiche. In seguito la versione del brano è stata inserita anche come bonus track nelle ristampe di Dreaming Out Loud.

## Video musicale
Il video musicale originale prodotto per Apologize, mai pubblicato ufficialmente, è un montaggio di immagini di Tedder al pianoforte che interpreta il brano. Il video ufficiale del brano è stato quello prodotto per il remix di Timbaland, girato il 19 settembre 2007 e trasmesso nei primi periodi di ottobre. Il video è diretto da Robert Hales.
Nella versione con i OneRepublic il video è composto da due parti che si alternano durante il video. Nella prima ci sono i OneRepublic che suonano all'interno di una sala di registrazione mentre Timbaland sembra dirigere il gruppo, mentre nell'altra parte un uomo si aggira in una stanza nella quale tutte le persone presenti in essa sono ferme e si muovono solo se l'uomo li tocca.

## Tracce

### CD single
1. Apologize (Remix) (Radio edit)
2. Apologize (Remix) (Album version)
3. Give It to Me (Laugh at 'Em Remix)
4. Give It to Me (Laugh at 'Em Remix)

### CD single - Regno Unito
1. Apologize (Remix) (Album version)
2. Give It to Me (Laugh at 'Em Remix) (Radio edit)

### CD single - Europa
1. Apologize (Remix) (Radio edit)
2. Apologize (Album version)
3. The Way I Are (OneRepublic remix)
4. Apologize (Remix) (Video)

### CD single - Australia
1. Apologize (Timbaland presents OneRepublic) - 3:06
2. Apologize (OneRepublic Version) - 3:27

## Formazione
- Ryan Tedder – voce, pianoforte
- Zach Filkins – viola
- Drew Brown – chitarra
- Brent Kutzle – basso
- Eddie Fisher – batteria

## Cover
- Una cover del brano è stata effettuata dalla band post-hardcore Silverstein ed è presente nella compilation Punk Goes Pop 2.
- Una cover del brano è stata eseguita dalla band alternative metal All Ends.
- Una cover del brano (versione dance) è stata eseguita da Davide Merlini in X Factor 6.

## Successo commerciale
Il brano divenne il maggior successo della storia della radiofonia statunitense con 10.331 trasmissioni in una settimana, finché tale record è stato battuto da Bleeding Love di Leona Lewis.
La canzone ha ottenuto ottimi piazzamenti nelle classifiche di diversi paesi del mondo, raggiungendo la vetta in sedici nazioni, comprese Australia, Austria, Germania, Italia, Nuova Zelanda, Svezia, Egitto, Turchia e Paesi Bassi, oltre ad essere rimasta per otto settimane consecutive alla prima posizione della Billboard Pop 100. In più il brano è riuscito ad entrare nella top 3 negli Stati Uniti e nel Regno Unito, ed ha trascorso 13 settimane in vetta in Canada. Il brano non riuscì a raggiungere la vetta della Billboard Hot 100, restando in seconda posizione dietro a Kiss Kiss, e successivamente a No One di Alicia Keys.

## Classifiche

### Classifiche internazionali
| Classifica (2007/2008)           | Posizione più alta |
| -------------------------------- | ------------------ |
| Australia                        | 1                  |
| Austria                          | 1                  |
| Belgio (Fiandre)                 | 2                  |
| Belgio (Vallonia)                | 1                  |
| Canada                           | 1                  |
| Danimarca                        | 2                  |
| Paesi Bassi                      | 1                  |
| Finlandia                        | 4                  |
| Francia                          | 7                  |
| Germania                         | 1                  |
| Irlanda                          | 2                  |
| Israele                          | 2                  |
| Italia                           | 1                  |
| Nuova Zelanda                    | 1                  |
| Vietnam                          | 1                  |
| Portogallo                       | 1                  |
| Norvegia                         | 2                  |
| Romania                          | 2                  |
| Russia                           | 2                  |
| Spagna                           | 3                  |
| Svezia                           | 1                  |
| Svizzera                         | 1                  |
| Turchia                          | 1                  |
| Regno Unito                      | 3                  |
| Stati Uniti                      | 2                  |
| Stati Uniti (Adult Contemporary) | 1                  |
| Stati Uniti (Adult Top 40)       | 1                  |
| Stati Uniti (R&B/Hip-Hop)        | 60                 |
| Stati Uniti (Pop)                | 1                  |
| Mondo                            | 1                  |

## Date di pubblicizzazione
| Regione     | Data              |
| ----------- | ----------------- |
| Stati Uniti | 17 settembre 2007 |
| Regno Unito | 29 ottobre 2007   |
| Europa      | 9 novembre 2007   |
| Australia   | 19 novembre 2007  |